# Щоденник Бріджит Джонс (роман)
«Щоденник Бріджит Джонс» (англ. Bridget Jones’s Diary) — роман британської письменниці й журналістки Гелен Філдінг, написаний у формі особистого щоденника про рік життя Бріджит Джонс, самотньої працюючої жінки з Лондона, якій дещо за 30. Щиро та дотепно Бріджит розповідає про пошук себе, кар’єру, стосунки, кохання, моду, секс.
У 1998 році роман був відзначений у Великій Британії премією «Найкраща книжка року», а також 2003 року посіла 75-те місце у списку «200 найкращих книжок за версією BBC». До 2006 року книжка буда продана у світі накладом понад 2 млн примірників.
Роман був екранізований 2001 року, головні ролі зіграли Рене Зеллвегер, Колін Ферт і Г'ю Ґрант.

## Сюжет
Це щоденник Бріджит. Тут вона записує все про своє життя: кількість калорій і постійні спроби схуднути, кількість викурених сигарет і спожитого алкоголю, а ще свої любовні пристрасті. Звідусіль вона чує питання «Коли ти вже вийдеш заміж?». Знайомі намагаються звести її з успішним розлученим адвокатом Марком Дарсі, що носить светри з V-подібним вирізом і шкарпетки з бджілками. Та Бріджит зачарована своїм начальником Деніелом Клівером. Коли з Клівером усе налагоджується, розпочинаються проблеми в родині Бріджит: її мати після поїздки в Португалію вирішує нарешті пожити для себе і йде від батька до красеня Хуліо. Намагаючись вирішити конфлікт батьків, Бріджит на певний час забуває про Клівера, який раптово повідомляє їй, що одружується з іншою.
Бріджит розчарована: вона знову одна. Вона вирішує кардинально змінити життя, залишає свою редакцію і йде працювати на телебачення. Згодом доля її знову зводить з Марком Дарсі. І цього разу надовго.

## Головні герої
- Бріджит Джонс — самотня англійка, якій трохи за тридцять; перебуває в пошуку конструктивних стосунків із досвідченим чоловіком. Постійно робить спроби схуднути, кинути курити й зловживати алкоголем, але зустрічі з подругами постійно руйнують ці плани. Закохана у свого начальника Деніела Клівера.
- Марк Дарсі — відомий адвокат, знайомий дитинства Бріджит, з яким намагаються її звести родичі.
- Деніел Клівер — видавець, начальник і предмет обожнювання Бріджит.

## Літературні впливи
Романи Гелен Філдінг є типовим зразком британської постфеміністичної літератури. В основі «Щоденник Бріджит Джонс» лежить один із найвідоміших романів XIX століття «Гордість і упередження» Джейн Остін, з сюжетом якого безпосередньо перегукується книжка Філдінг. І навіть більше, саме героїня неодноразово згадує найвідоміший роман Джейн Остін. Бріджит фанатіє від телесеріалу BBC «Гордість і упередження». Саме цей серіал, де роль містера Дарсі зіграв Колін Ферт, і надихнув Гелен Філдінг написати серію романів про Бріджит Джонс.
Як і в Джейн Остін, Бріджит зустрічає Марка Дарсі на публічному балу, або його осучасненому варіанті — на новорічній вечірці у приятелів її батьків. Як і містер Дарсі, Марк Дарсі починає бесіду з розмови про книжки. Як і Елізабет Беннет, містер Дарсі спочатку не подобається Бріджит. Історія Бріджит розвивається за тією ж сюжетною лінією, що й героїні Остін.

## Історія написання
У 90-х роках Філдінг працювала позаштатним кореспондентом лондонської газети «The Independent», де вела власну щотижневу колонку, де оповідала про життя самотньої жінки середнього віку. Щоб уникнути зайвої відвертості й не виставляти на публіку власні думки та вчинки, письменниця вигадала комічного персонажа — Бріджит Джонс. Колонка швидко завоювала популярність. 
Паралельно з цим Філдінг працювала над романом про різноманітні культури Карибського регіону, що давалося їй доволі складно. Тоді ж видавець запропонував їй написати роман про її героїню, Бріджит Джонс, який побачив світ 1996 року у видавництві Picador.

## Продовження
У 1999 році вийшло продовження — сиквел «Бріджит Джонс: межі розумного» (англ. Bridget Jones: The Edge of Reason), а у 2013 — «Бріджит Джонс без розуму від хлопчиська» (англ. Bridget Jones: Mad About the Boy).

## Екранізація
У 2001 році на великі екрани вийшла однойменна екранізація роману. Головні ролі зіграли Рене Зеллвегер, Г'ю Грант, Колін Ферт. 2004 року вийшов сиквел «Бріджит Джонс: Межі розумного», також знятий за книжкою Гелен Філдінг.

## Переклад українською
Щоденник Бріджит Джонс / Гелен Філдінг; пер. з англ. Лідії Луцан. — Львів: Видавництво Старого Лева, 2017. — 432 с.
Бріджит Джонс. На межі здорового глузду / Гелен Філдінг; пер. з англ. Оксани Мельник. — Львів: Видавництво Старого Лева, 2020. — 512 с.